# Duggendorf
Duggendorf es un municipio situado en el distrito de Ratisbona, en el estado federado de Baviera (Alemania). Tiene una población estimada, a fines de 2021, de 1565 habitantes.

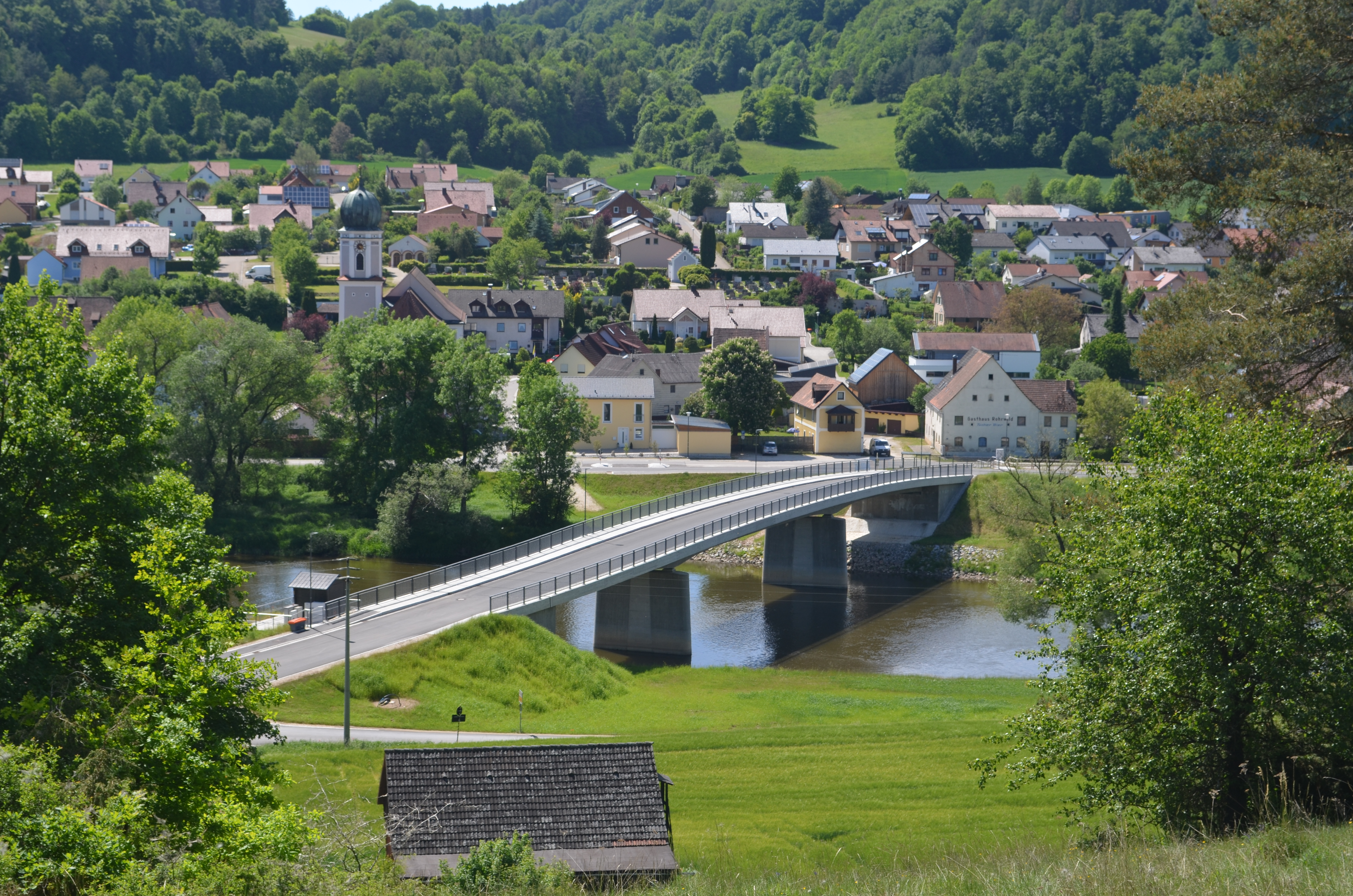
Puente sobre el río Naab en Duggendorf

Está ubicado en el centro del estado, en la región de Alto Palatinado, cerca de la orilla del río Danubio y de la ciudad de Ratisbona.